# Alpen-Hexenkraut
Das Alpen-Hexenkraut (Circaea alpina), auch Gebirgs-Hexenkraut und Kleines Hexenkraut genannt, ist eine Pflanzenart aus der gattung der Hexenkräuter (Circaea) innerhalb der Familie der Nachtkerzengewächse (Onagraceae). Sie hatte früher eine ethnobotanische Bedeutung als Zauberpflanze. Es wurde vor allem als psychoaktives Aphrodisiakum genutzt.

## Beschreibung

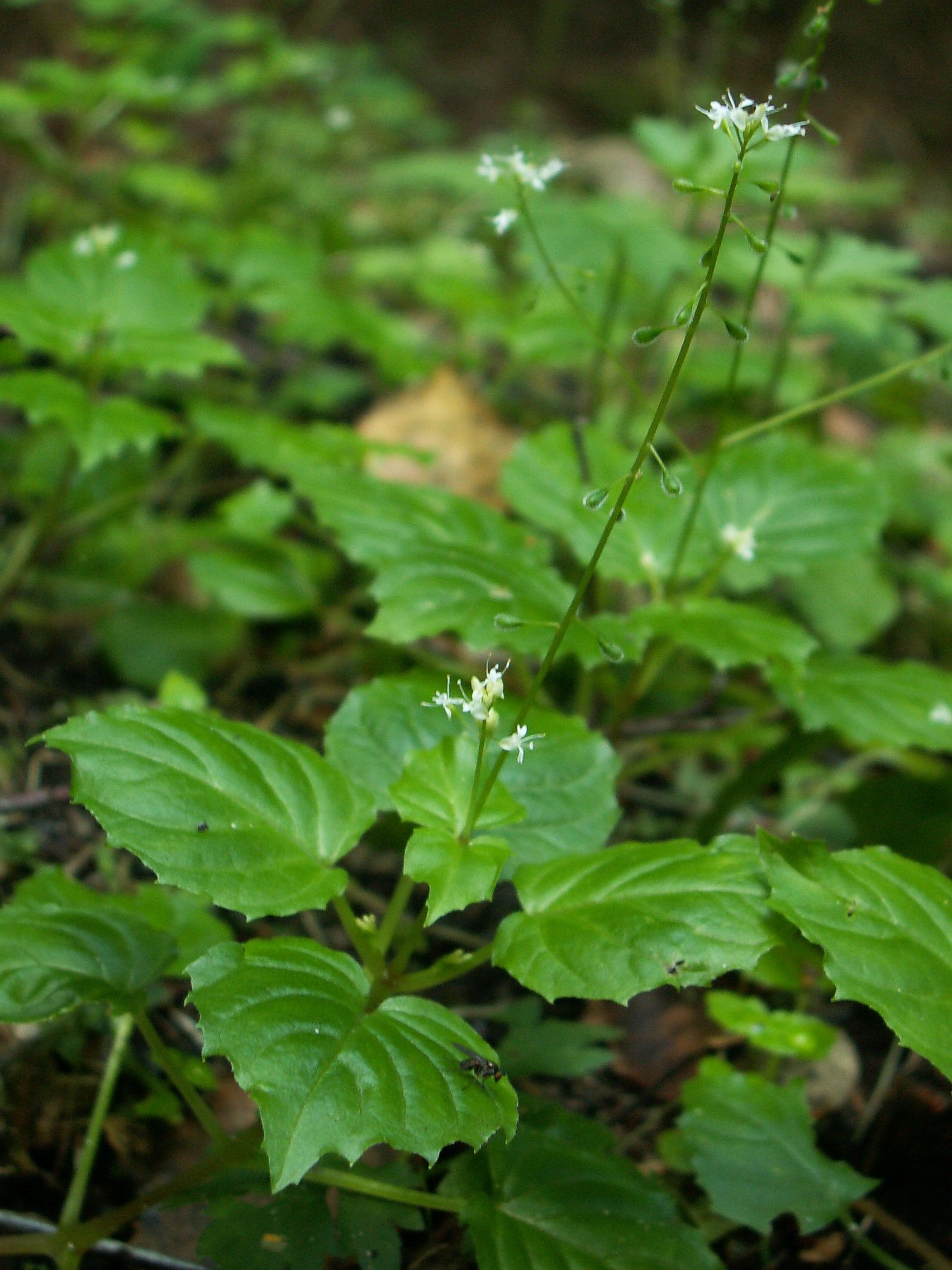
Habitus, Laubblätter und Blütenstand

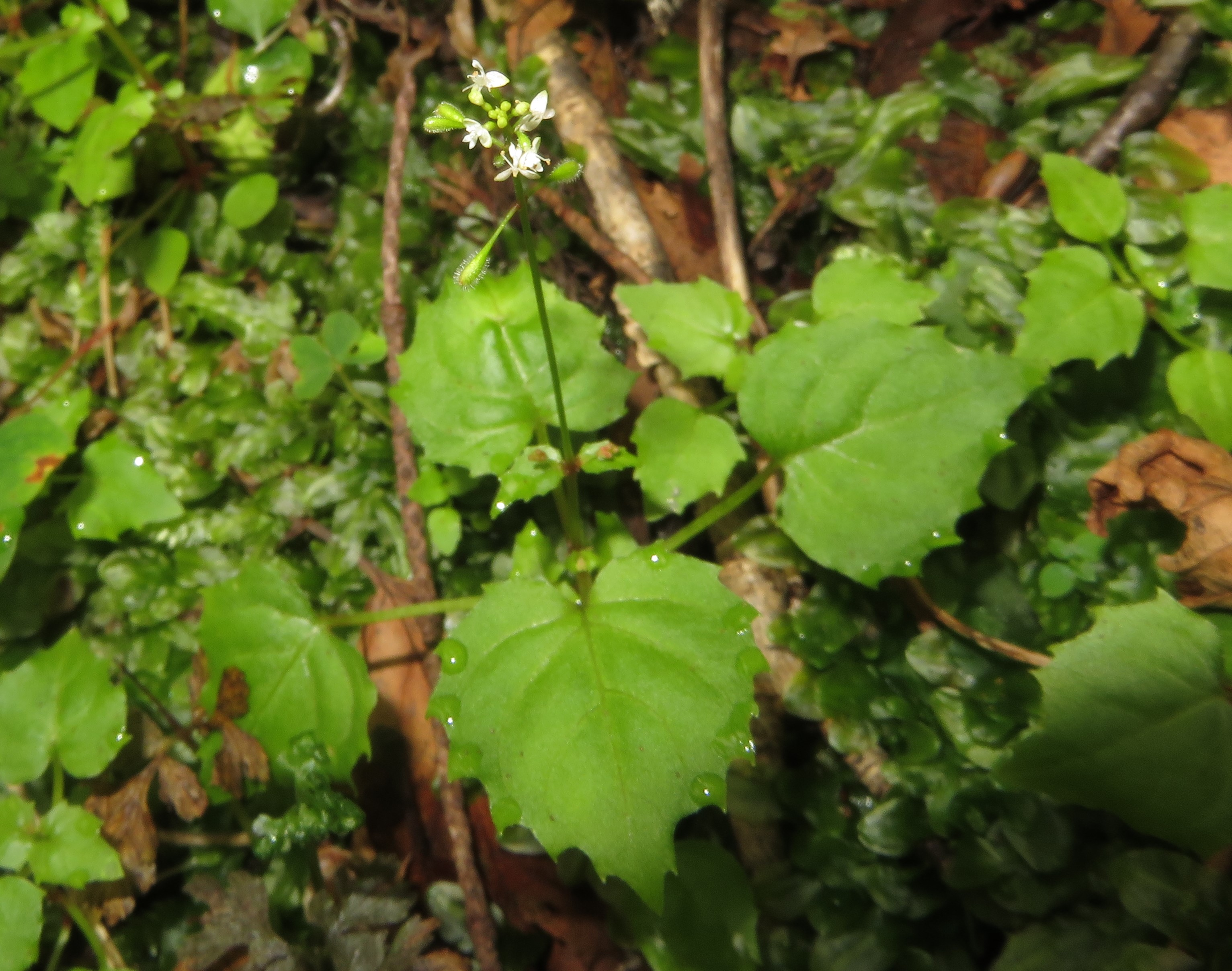
Habitus und Laubblätter

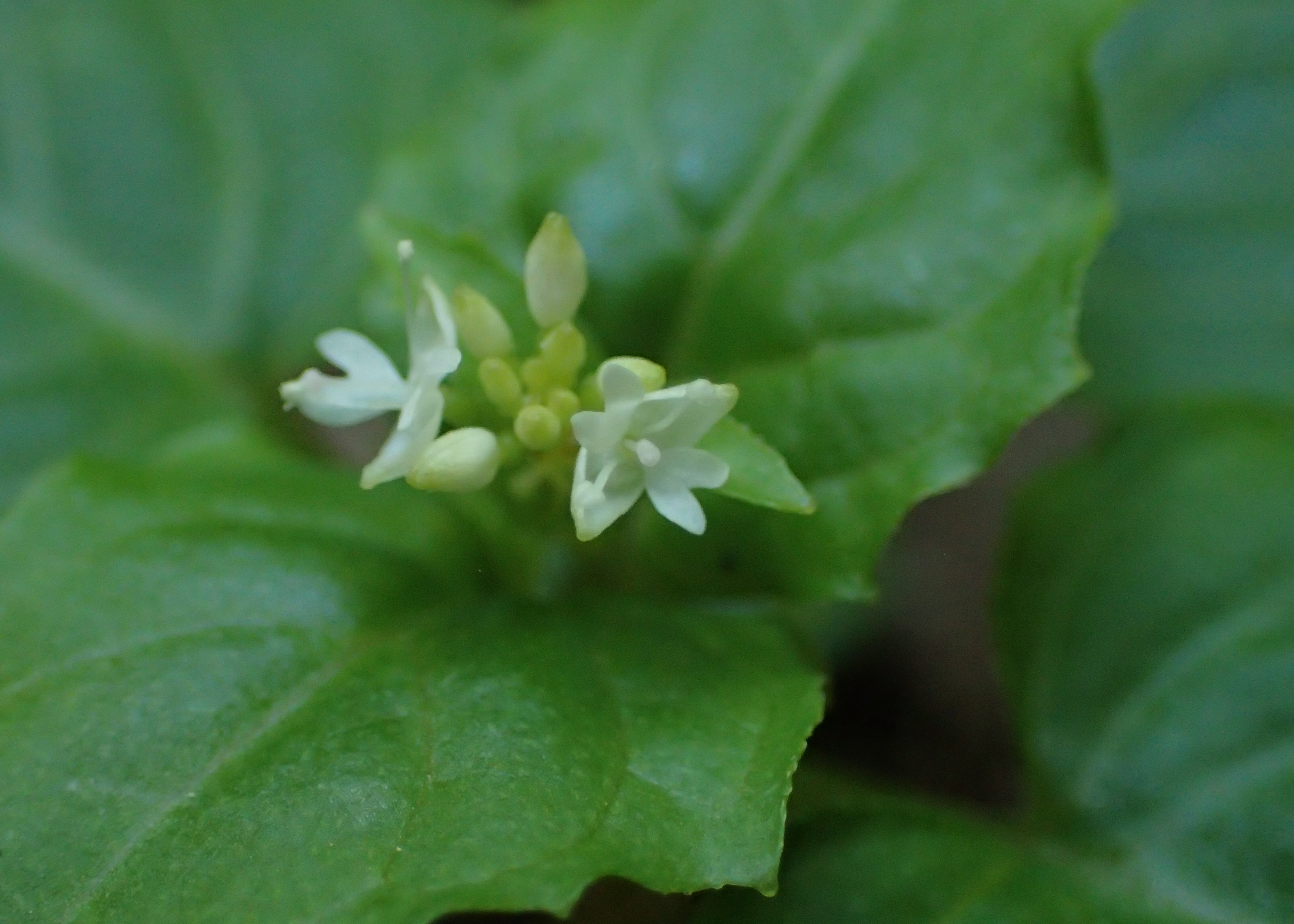
Blüten

### Vegetative Merkmale
Beim Alpen-Hexenkraut handelt es sich um eine sommergrüne, ausdauernde krautige Pflanze und sie erreicht nur Wuchshöhen von 4 bis 20 Zentimetern. Am Rhizom werden kleine, bleibende Niederblätter ausgebildet. Die unterirdischen Ausläufer, die beim Alpen-Hexenkraut auch als Hibernakel bezeichnet werden, sind relativ dünn und am Ende knollig verdickt. Dadurch bildet es oft zwar kleine, aber dichte Bestände. Der recht dünne, aufrechte Stängel ist nur oberseits etwas verzweigt und höchstens zur Anthese ein wenig flaumig behaart.
Die Laubblätter sind in Blattstiel und -spreite gegliedert. Die Blattstiele sind 10 bis 25 Millimeter lang, kahl, etwas geflügelt und oberseits flach. Die einfache, eiförmig bis rundliche Blattspreite mit herzförmiger Spreitenbasis glänzt auf charakteristische Weise. Die Blattränder sind mehr oder weniger scharf gezähnt.

### Generative Merkmale
Die Blütezeit reicht von Juni bis August. Die Blütenstiele weisen schnell abfallende Tragblätter auf, die fast durchsichtig und satt-grün glänzend sind. Mehrere Blüten befinden sich an einer sich verlängernden Blütenstandsachse im traubigen Blütenstand. Die Kelchblätter sind rötlich-weiß und weißhäutig berandet. Die hakigen oder borstigen Kronblätter sind nur 1,5 bis 2 Millimeter lang und deutlich genagelt. Die zwei Staubblätter sind etwa so lang wie der Griffel. Die Narbe ist kopfig.
Die birnenartig geformten Nussfrüchte sind einfächrig und enthalten nur einen Samen und besitzen lange hakenförmige Borsten.
Die Chromosomenzahl beträgt 2n = 22.

## Ökologie
Die Bestäubung erfolgt durch Insekten. Die Früchte bleiben durch Klettwirkung an Tieren haften. 
Pilzarten, die auf dem Alpen-Hexenkraut leben, sind Aecidium circaeae, Puccinia circaeae und Puccinastrum circaeae.

## Vorkommen
Das Alpen-Hexenkraut kommt in den gemäßigten Klimazonen der nördlichen Hemisphäre vor (circumpolar), vom Flachland bis in montane Regionen der Gebirge. In Europa kommt es in fast allen Ländern vor und fehlt nur in Portugal, Island, Belgien, Nordmazedonien und in Griechenland.
Das Alpen-Hexenkraut kommt entgegen seinem Namen auch außerhalb der Alpen vor. Es wächst in feuchten Laub- oder Nadelmischwäldern und kommt besonders in Schlucht- oder Auenwäldern vor, wobei es kalkhaltige Böden meidet. Sein Schwerpunktvorkommen liegen in der Pflanzenformation Bruch- und Auenwälder, sein Hauptvorkommen ist in Laub- und Tannenwäldern mittlerer Standorte. In Deutschland tritt die Art in weiten Teilen auf, steht aber in einigen Bundesländern auf der Roten Liste der Gefäßpflanzen. Im Saarland sind seine Bestände sogar ganz verschwunden.
Die ökologischen Zeigerwerte nach Landolt et al. 2010 sind in der Schweiz: Feuchtezahl F = 4w (sehr feucht aber mäßig wechselnd), Lichtzahl L = 2 (schattig), Reaktionszahl R = 2 (sauer), Temperaturzahl T = 2+ (unter-subalpin und ober-montan), Nährstoffzahl N = 2 (nährstoffarm), Kontinentalitätszahl K = 2 (subozeanisch).
Das Alpen-Hexenkraut kommt in Mitteleuropa im Aceri-Fagetum aus dem Verband Fagion, im Circaeo-Alnetum des Verbands Alno-Ulmion und außerdem in anderen Pflanzengesellschaften der Ordnung Fagetalia vor. In den Allgäuer Alpen steigt es bis zu einer Höhenlage von 1400 Metern auf; in Graubünden erreicht es 1650 Meter, in Tirol 1900 Meter und im Kanton Wallis 2150 Meter.

## Systematik
Die Erstveröffentlichung von Circaea alpina erfolgte 1753 durch Carl von Linné in Species Plantarum, Tomus I, S. 9.

### Botanische Geschichte
Die Unterteilung in Unterarten ist je nach Literatur fragwürdig:
- Circaea alpina L. subsp. alpina
- Circaea alpina subsp. angustifolia (Hand.-Mazz.) Boufford
- Circaea alpina subsp. caulescens (Kom.) Tatew.
- Circaea alpina subsp. imaicola (Asch. & Magnus) Kitam.
- Circaea alpina subsp. micrantha (A.K.Skvortsov) Boufford
- Circaea alpina subsp. pacifica (Asch. & Magnus) P.H.Raven